# Aeroportul Baotou Erliban
Aeroportul Baotou Erliban (IATA: BAV, ICAO: ZBOW) este un aeroport din Donghe District⁠(d), Baotou⁠(d), Mongolia Interioară, Republica Populară Chineză ce deservește zona Baotou⁠(d). Aeroportul a fost tranzitat în 2022 de 1.018.957 de pasageri. A fost deschis în 1956 și numit după zona deservită.
Situat la o altitudine de 1.012 m, aeroportul dispune de o singură pistă.